# Félix Fernández Murga
Félix Fernández Murga (Oyón, 2 de mayo de 1915-Vitoria, 23 de septiembre de 2003) fue un filólogo, catedrático, divulgador cultural, italianista, escritor y traductor español.

## Trayectoria
Se licenció en filología clásica en la Universidad Complutense de Madrid el año 1943. Se doctoró en la misma Universidad el año 1962. Su tesis versó sobre "Los ingenieros españoles Roque Joaquín de Alcubierre y Francisco Lavega, descubridores de Herculano, Pompeya y Estabia" y obtuvo el Premio Extraordinario Nacional del doctorado en Letras.
Tras desempeñar durante seis años el cargo de profesor interino de Latín en el Instituto Ramiro de Maeztu, se trasladó a Italia en febrero de 1949.
Allí fue Lector de Español en Nápoles (Universidad e Instituto Universitario Oriental) durante diecisiete años, desde 1949 hasta 1965 y Director del Instituto Cultural Español de Santiago en la misma ciudad, desde su fundación el 8 de diciembre de 1951 hasta el 31 de diciembre de 1965.
En Nápoles fue miembro de la Societá napoletana di storia patria y de la Associazione napoletana pro i monumenti e il paesaggio. Por su labor en el campo de las relaciones culturales entre España e Italia el Gobierno español le concedió la Encomienda de la Orden de Isabel la Católica y la Encomienda de número de la Orden del Mérito Civil.
Fue catedrático de Lengua y Literatura italianas en el Instituto "Saavedra Fajardo" de Murcia, "Núñez de Arce" de Valladolid y "Beatriz Galindo" de Madrid. Al igual que otros destacados miembros de su generación, ejerció primero en Institutos de enseñanzas medias antes de ocupar la Cátedra de Lengua y Literatura Italianas en la Universidad de Salamanca.
Con motivo de su jubilación, le concedieron la "Medalla de oro" de la Universidad de Salamanca en 1986.
En sus años italianos se dedicó con entusiasmo a la divulgación de la lengua, la literatura y la cultura española desde el Instituto Italiano de Cultura y en las aulas de la Universidad napolitana y del Instituto Oriental y a la investigación de la huella española en Italia.
Ya en España contribuyó desde las aulas, mediante conferencias, publicaciones y otras actividades  a promocionar el interés por la lengua y la cultura italiana dentro y fuera del ámbito universitario.
La mayor parte de sus publicaciones y conferencias se centran en el estudio de las relaciones histórico-culturales entre España e Italia y en el estudio constructivo de la morfosintaxis italiana y española.
En 1980 recibió el premio de traducción Fray Luis de León en la modalidad de Lenguas Románicas por su traducción al español de la Historias florentinas de Nicolás Maquiavelo.

## Obras

### Publicaciones
- Tesis doctoral sobre Los ingenieros españoles Roque Joaquín de Alcubierre y Francisco La Vega, descubridores de Herculano y Pompeya.
- "Il gran vicerè di Napoli, don Pedro Álvarez de Toledo" (en Spagna in Napoli. Madrid. Revista geográfica española, 1950).
- "La Academia napolitana-española de los Ociosos". Roma. Instituto español de Lengua y Literatura,1950.
- "Monumentos españoles en Nápoles: La capilla del Gran Capitán", en Boletín de la Real Academia de la Historia, Madrid 1955, pp. 7-14.
- "Doña Juana de Aragón, reina de Nápoles", en Studi in onore di Riccardo Filangieri, Vol. II, pp. 175-196, Napoli, L´arte tipografica, 1959.
- "El conde de Lemos, virrey-mecenas de Nápoles", Napoli, "Annali dell´Istituto Universitario Oriental" -Sezione romanza- 1962, nº1, pp. 5-28.
- "Roque Joaquín de Alcubierre, descubridor de Herculano, Pompeya y Estabia", en Archivo español de arqueología, vol. XXXV, pp. 1-18, Madrid 1962.
- "Los ingenieros españoles Roque Joaquín de Alcubierre y Francisco Lavega, descubridores de Herculano, Pompeya y Estabia", Madrid, Facultad de Filosofía y Letras, 1964, pp.3-66 (resumen de tesis doctoral).
- "Gabriele D´Annunzio e il mondo de lingua spagnola", en Gabriele D´Annunzio nel primo centenario della nascita", Roma, Centro di vita italiana, 1963, pp. 1-18.
- "Pompeya en la literatura española", en "Annali dell´Istituto Universitario Orientale (Sezione romanza, VII, 1, pp. 5-52) Napoli 1965.
- "Eugenio Mele", Napoli, Quaderni degli amici della Spagna, nº 19, noviembre 1969, pp. 19-20.
- "Flor del Nido, Flor de Gnido, Napoli, Quaderni degli amici della Spagna, nº 24, 1971, pp. 1-12.
- "Nápoles en Salamanca", Quaderni degli amici della Spagna nº 30, 1972, pp. 10-11.
- "Miguel de Unamuno, traductor de 'La ginestra' de Leopardi", Napoli, Quaderni degli amici della Spagna, nº 33, 1973, pp. 17-18.
- "Benedetto Croce y España", en Filología moderna, 42, pp. 179-205, Madrid 1971.
- "El participio presente en Italiano y Español (estudio comparativo)" en Filología moderna, Madrid 1975, nº 54, pp. 345-36.
- "La traducción española del 'De mulieribus claris' de Boccaccio" (en colaboración con D. José Antonio Pascual) Salamanca, Studia philologica salmanticensia, nº 1, 1977, pp.53-54.
- "I centri letterari a Napoli al tempo del conte de Lemos", en Atti del congresso internazionale (7-10 ottobre 1972) i studi sull´età del Viceregno. Vol.II, pp. 49-66, Bari 1977.
- "El Saco de Roma en los escritores italianos y españoles de la época", en "Doce consideraciones sobre el mundo hispano-italiano en tiempos de Alfonso y Juan de Valdés". Roma 1979.
- "El participio pasado italiano", , en Estudios de Lengua y Literatura italianas, Oviedo. Publicaciones de la Universidad, 1979.
- "Virgilio en Nápoles". Helmantica, Rev. de Filología Clásica y Hebrea. Universidad Pontificia de Salamanca 1982.
- "Francisco de Quevedo, académico ocioso". Homenaje a Quevedo. Actas de la II Academia Literaria Renacentista. Salamanca, 1982.
- "Las primeras traducciones españolas de la obra de Boccaccio". Studi di iberistica, Vol. VIII. Istituto Universitario Oriental. Napoli 1986.
- "El Canciller Ayala, traductor de Boccaccio", Estudios Románicos. Universidad de Granada. Departamento de Filología Románica, 1985.
- "Las ruinas y el Renacimiento". Annali dell´Istituto Universitario Oriental. Napoli, 1988.
- "Carlos III y el descubrimiento de Herculano, Pompeya y Estabia". Acta Salmanticensia. Estudios Históricos y Geográficos. Universidad de Salamanca, 1989.[2][3]
- "La traducción Salmantina de la Fiammetta". Philologica II. Salamanca, 1989.
- "La paradoja del viaje imaginario". Actas del IX Simposio de la Sociedad Española de Literatura General y Comparada. Zaragoza, 1984.
- "Horacio en la literatura y en la crítica italianas". Myrtia. Rev. de Filología Clásica, v. 9,1994. Facultad de Letras. Universidad de Murcia.
- "Navarra en la obra de Dante". Príncipe de Viana. Año LX. Nº 218. Pamplona 1999.

### Artículos
- Hace veintisiete siglos fue fundada Roma, en Solidarium nacional, Barcelona 1948.
- Italia pierde a Benedetto Croce, en Alcalá, nº 23-24, Madrid-Barcelona, 10 de enero de 1953.
- D'Annunzio e i paesi di lingua spagnola, en L'Italia che scrive. Anno XLVII, N. 9-10, Roma, settembre-ottobre 1964, pp. 176-177.
- Un gran hispanista italiano, en ABC, Marid 2 de mayo de 1969.
- Pozzuoli, tierra en vilo, en Arriba, suplemeno dominical, pp. 14-15, Madrid 16 de agosto de 1970.
- Nápoles en Salamanca, en Amici della Spagna, Quaderno N. 30, pp. 10-11. Napoli 1972.
- Benedetto Croce en Salamanca, en El Adelanto Salamanca, 23 de marzo de 1973.
- Benedetto Croce en Salamanca, en Tertulia, 2, pp.17-18. Napoli 1973.
- El llanto de la Virgen de Jacopone de Todi, en El Adelanto, Salamanca, 5 de abril de 1973.
- San Jenaro en Salamanca, en El Adelanto Salamanca 5 de mayo de 1974.
- Virgilio en el Averno, en El Adelanto. Salamanca, 16 de marzo de 1982.

### Traducciones
- Amadeo Maiuri, Pompeya, Roma, Istituto Poligrafico dello Stato, 1961.
- Jacopone da Todi, El llanto de la Virgen, Salamanca. Departamento de Italiano.
- Benedetto Croce, España en la vida italiana durante el Renacimiento. Ed. Aguilar
- N. Maquiavelo, Historia de Florencia, Ed. Alfaguara. Madrid 1979.
- A. Poliziano, Estancias. Orfeo y otros escritos. Ed. Cátedra. Letras Universales. Madrid 1984.
- Benedetto Croce, en la Península Ibérica. Cuaderno de viaje (1889). Universidad de Sevilla 1993.[4]